# Heribert Rau

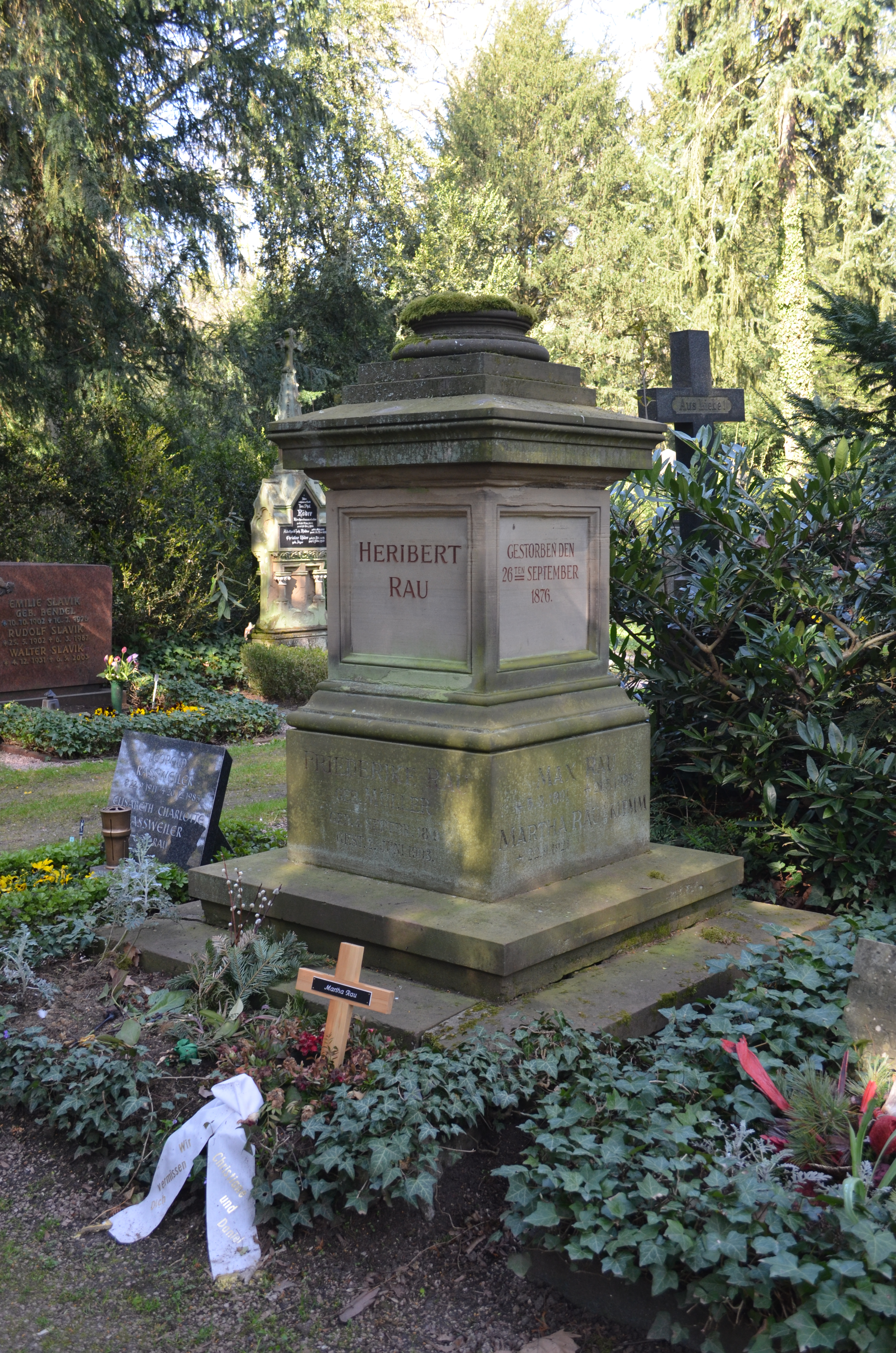
Grab von Heribert Rau auf dem Frankfurter Hauptfriedhof

Heribert Marquard Philip Joseph Rau (* 11. Februar 1813 in Frankfurt am Main; † 26. September 1876 in Offenbach am Main) war ein deutscher freireligiöser Pfarrer, Schriftsteller und Theologe.

## Leben
Rau erlernte in Frankfurt den Kaufmannsberuf und wurde ab 1844 Mitgründer der Unitarischen Freien Religionsgemeinde und bald darauf Leiter der freireligiösen Bewegung in Frankfurt. Zur Weiterbildung ging er nach abgelegtem Maturitätsexamen zum Studium der Theologie an die Universität Heidelberg. Er heiratete in Heidelberg und wurde Vater zweier Kinder. Nach dem Studium wurde er Prediger der deutsch-katholischen Gemeinde in Stuttgart und ab 1849 in Mannheim. Dort schrieb er einige freireligiöse Schriften und wurde aufgrund dieser auf Betreiben der orthodoxen Partei 1856 von der Regierung seines Amtes enthoben, woraufhin er wieder nach Frankfurt zog. Hier war er ausschließlich schriftstellerisch tätig, bis er 1868 in Offenbach am Main erneut Prediger und Religionslehrer einer deutsch-katholischen Gemeinde wurde. Dieses Amt hatte er bis 1874 inne. Er starb 1876.
Raus Werk von insgesamt 103 Bänden war vielseitig und beinhaltete Dichtungen, philosophische, theologische, geschichtliche und naturwissenschaftliche Schriften, Operntexte, Romane, Erzählungen und anderes. Wie viele andere Anhänger der freireligiösen Bewegungen um 1850 sah Rau in der Hinwendung zur Naturkunde einen Weg, einen empirisch-analytischen Zugang zur Welt mit einem sakralen Verständnis der Natur zu verbinden. Dies wurde in seinem Evangelium der Natur von 1853 deutlich, das bis 1897 achtmal aufgelegt wurde.
Rau war Mitglied der Frankfurter Freimaurerloge Sokrates zur Standhaftigkeit. Seine Schrift «Neue Stunden der Andacht zur Beförderung wahrer Religiösität» von 1857 stand zeitweise auf dem Index Librorum Prohibitorum und war somit für jeden Katholiken verboten zu lesen.

## Werke (Auswahl)
- Alexander von Humboldt: Kulturhistorisch-biographischer Roman in sechs Teilen. (Frankfurt am M.: Weidinger, 1860)
- Allgemeine Geschichte der christlichen Kirche. Von ihrem Entstehen bis auf die Gegenwart: Für das deutsche Volk. (Frankfurt a. M.: J. Rütten, 1846)
- Kaiser und Narr. Historischer Roman. 3 Teile. (Leipzig, Brockhaus, 1845)
- Evangelium der Natur. Ein Buch für jedes Haus. (1. Auflage 1853)
- Beethoven, ein Künstlerleben. Kulturhistorisch-biographisch geschildert. (Leipzig, T. Thomas, 1887)
- Mozart; ein Künstlerleben. (Frankfurt am Main, Meidinger, [1858])